# 尚巴赫河
48°57′40.19″N 11°41′11.95″E / 48.9611639°N 11.6866528°E

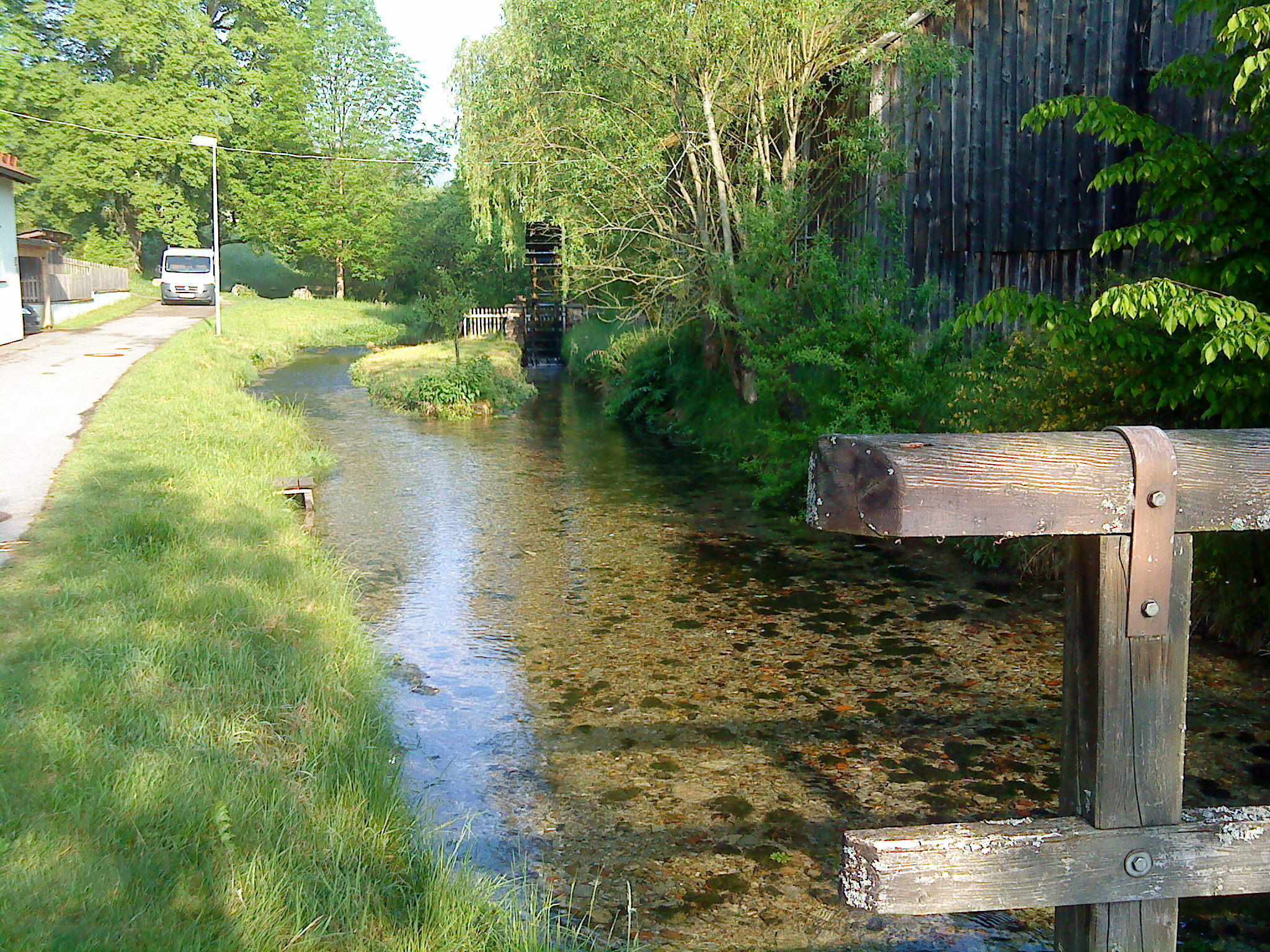
尚巴赫河

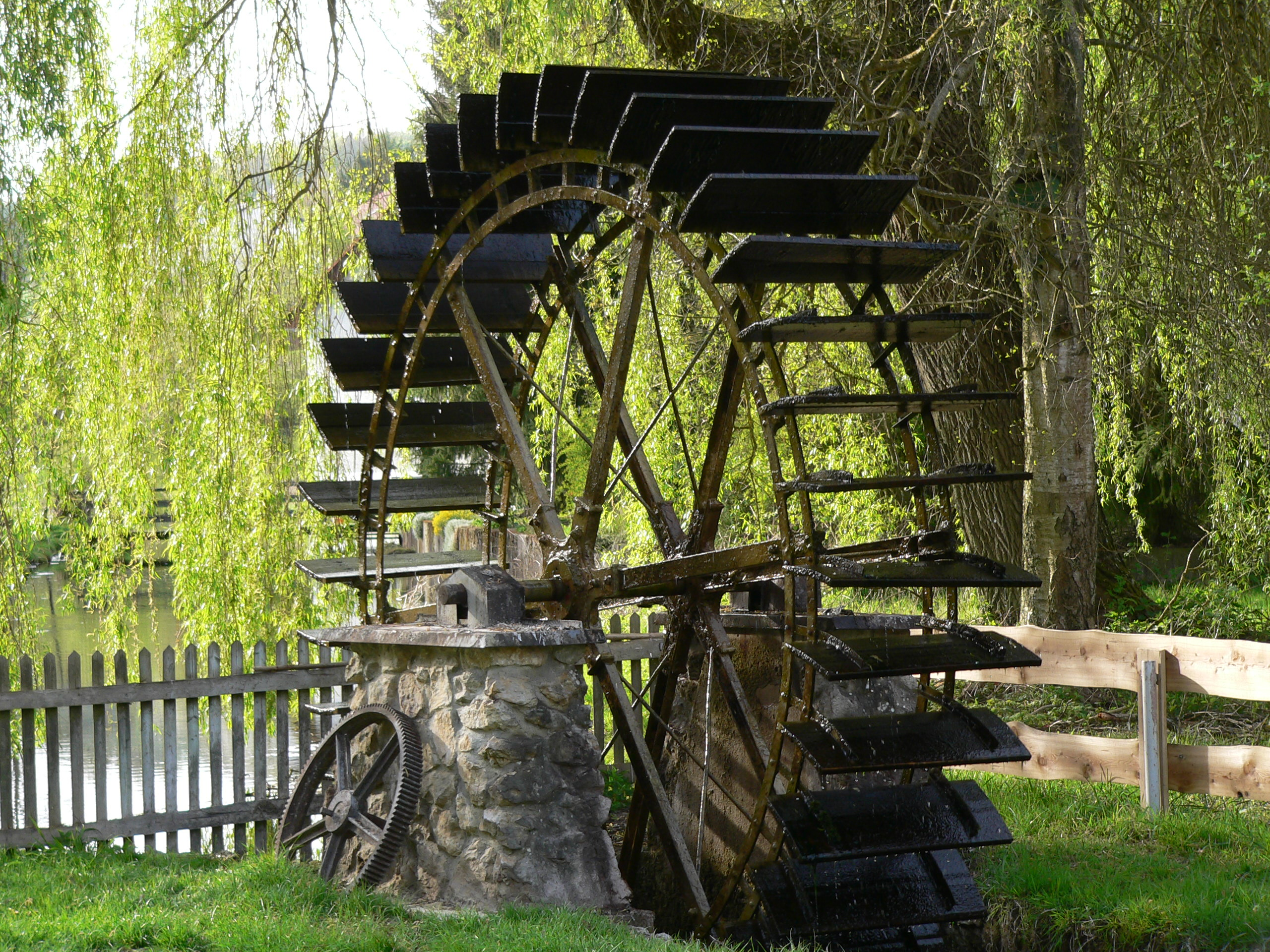
河上水車

尚巴赫河（德語：Schambach），是德國的河流，位於該國東南部，由巴伐利亞負責管轄，屬於阿爾特米爾河的右支流，河道全長16.3公里，流域面積138.8平方公里。